# Apogon doryssa
Apogon doryssa es una especie de pez de la familia de los apogónidos en el orden de los perciformes.

## Morfología
Los machos pueden alcanzar los 8 cm de longitud total.

## Distribución geográfica
Se encuentran en los océanos Índico y Pacífico: desde la Isla Christmas hasta las Tuamotu, la Isla de Pascua y las Islas Ryukyu.